# Tabela naświetlań

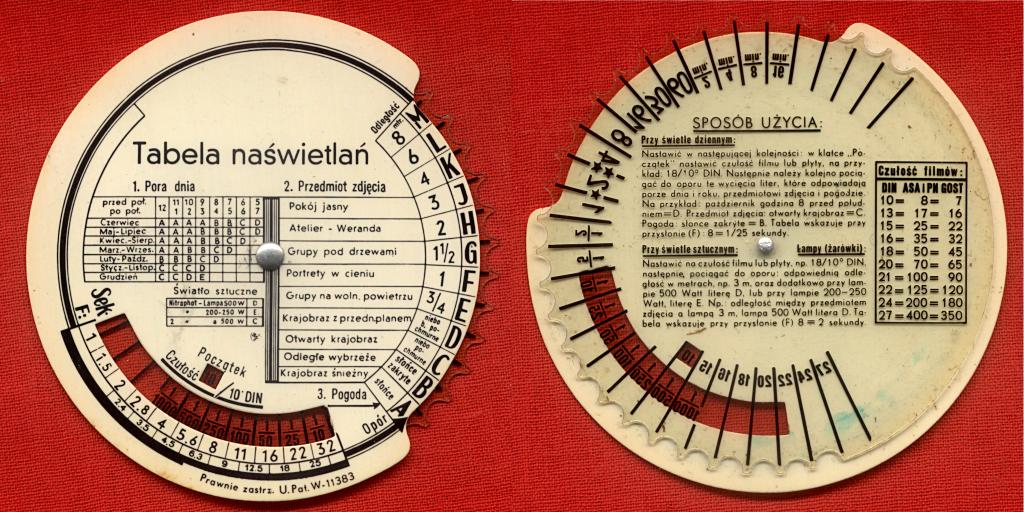
Tabela naświetlań w postaci okrągłego suwaka.

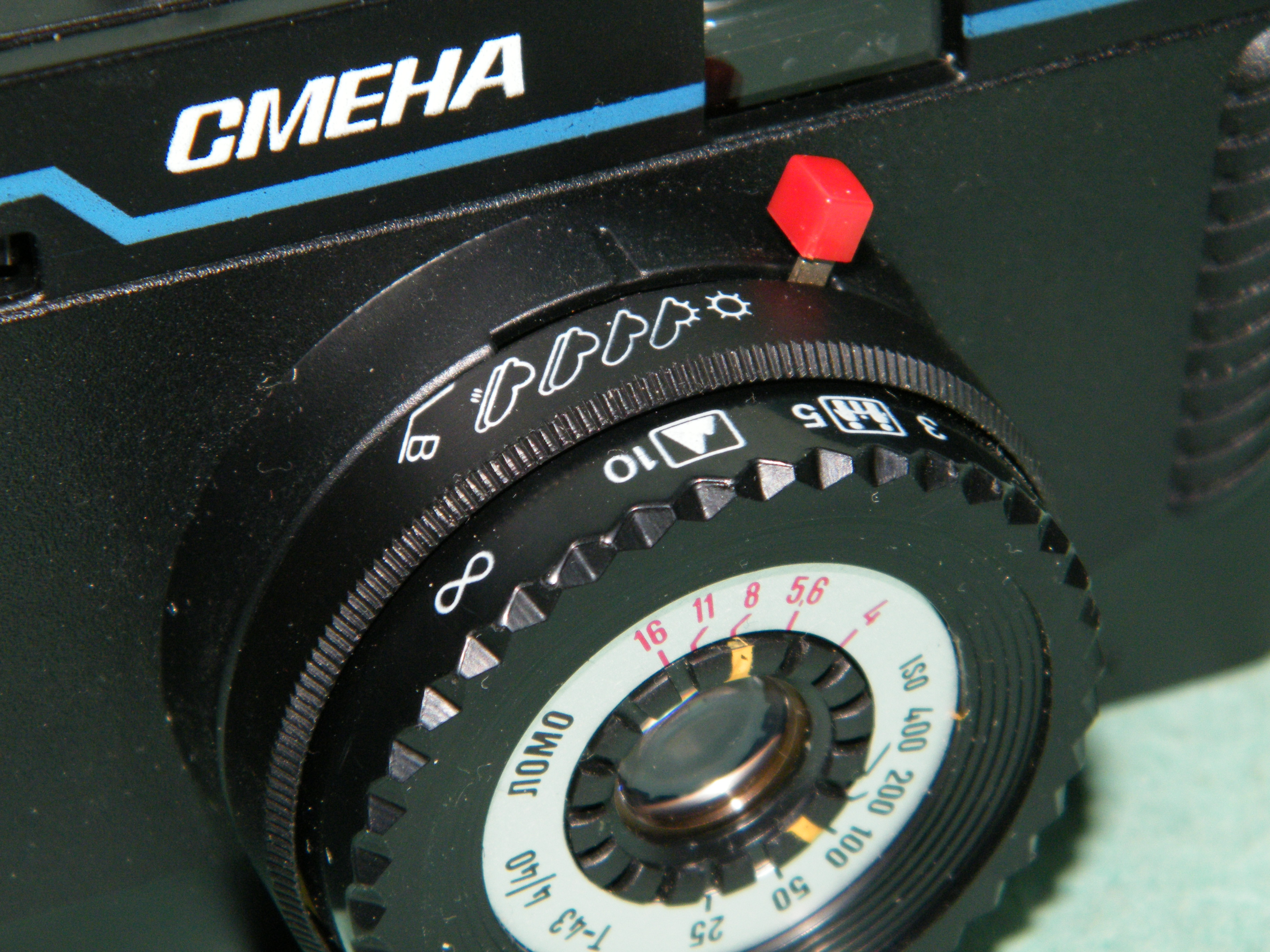
Tabela naświetlań aparatu Smiena 35. Symbole oświetlenia na podziałce migawki i czułość ISO na podziałce przysłony

Tabela naświetlań, tabela do wyznaczania warunków ekspozycji – element ułatwiający ustawienie warunków ekspozycji bez światłomierza. Pierwsze z nich były „tabelami” uzależniającymi czas ekspozycji i przysłonę od czułości filmu i warunków oświetlenia np. śnieg, słońce, chmury, pomieszczenie. Dla ułatwienia użycia zostały zastąpione suwakiem okrągłym albo nomogramem. W najprostszej formie stanowią podziałki na przysłonie i migawce aparatu fotograficznego wyskalowane w czułości filmu i warunkach oświetlenia. Tworzone były także tabele dla innych rodzajów zdjęć np. defektoskopii rentgenowskiej.